# Ernest Zmeták
Ernest Zmeták (Zmeták Ernő; Érsekújvár, 1919. január 12. – Pozsony, 2004. május 13.) festőművész, grafikus, illusztrátor.

## Élete
1938 júliusában felvételt nyert a prágai Képzőművészeti Akadémiára Willi Nowak műtermébe, de nem léphetett be, s az Akadémiát hamarosan bezárták. Ezt követően 1938-1943 között a budapesti Képzőművészeti Főiskolán tanult tovább, ahol Aba-Novák Vilmos egyik tanítványa lett. Kontuly Béla és Szőnyi István is oktatta. 1949-1952 között Ľudovít Fulla asszisztense volt.
Számos külföldi tanulmányúton vett részt, Olaszország lett egyik fő művészeti inspirációja.

## Emlékezete és díjai
- Ernest Zmeták Művészeti Galéria, Érsekújvár (feleségével alapító)
- 1958 XXIX. velencei biennálé díja
- 1968 érdemes művész
- 2004 Pribina kereszt I. osztálya